# Selenyphantes longispinosus
Selenyphantes longispinosus là một loài nhện trong họ Linyphiidae.
Loài này thuộc chi Selenyphantes. Selenyphantes longispinosus được Octavius Pickard-Cambridge miêu tả năm 1896.